# Guzmania testudinis
Guzmania testudinis är en gräsväxtart som beskrevs av Lyman Bradford Smith och Robert William Read. Guzmania testudinis ingår i släktet Guzmania och familjen Bromeliaceae.

## Underarter
Arten delas in i följande underarter:
- G. t. splendida
- G. t. testudinis